# Temporada del 2010 de pilota valenciana
Heus ací un resum de les principals competicions de Pilota valenciana jugades íntegrament o acabades l'any 2010.

## Professionals

### Escala i corda
| Competició                            | Campió                        | Subcampió                   |
| ------------------------------------- | ----------------------------- | --------------------------- |
| Circuit Bancaixa                      | Genovés II, Salva i Nacho     | Pedro, Javi i Oñate         |
| Individual                            | Miguel                        | Soro III                    |
| Copa Diputació                        | Genovés II i Raül II          | Miguel i Sarasol II         |
| Super Copa                            | Genovés II, Salva i Nacho     | Soro III, Fèlix i Héctor II |
| Trofeu Diputació de Castelló          | Álvaro i Raül II              | León i Fèlix                |
| Màsters Ciutat de València            | Miguel, Tato i Héctor         | Genovés II i Javi           |
| Trofeu Ciutat de Dénia                | Álvaro, Jesús i Hèctor II     | Genovés II i Sarasol II     |
| Trofeu Ciutat de Llíria               | Pedro, Raül II i Nacho        | Adrián, Dani i Herrera      |
| Trofeu Hnos. Viel                     | Soro III i Raül II            | Pedro, Tato i Herrera       |
| Trofeu Mancomunitat de la Ribera Alta | Soro III, Sarasol II i Hèctor | Miguel, Raül II i Herrera   |
| Trofeu Nadal de Benidorm              | Álvaro, Sarasol II i Héctor   | Núñez, Dani i Tomàs II      |
| Trofeu Universitat de València        | León i Fèlix                  | Colau i Javi                |
| Trofeu Vidal                          | Soro III, Fèlix i Jesús       | Miguel, Javi i Sarasol II   |
| Trofeu Superdeporte                   | Víctor i Dani                 | Soro III i Sarasol II       |

### Frontó
| Competició                                   | Campió               | Subcampió          |
| -------------------------------------------- | -------------------- | ------------------ |
| Obert d'Albal                                | Adrián II i Lemay    | Cervera i Espinola |
| Trofeu Costa Blanca                          |                      |                    |
| Trofeu President de la Diputació de València | Genovés II i Montesa | Núñez i Raül II    |

### Galotxa
| Competició       | Campió          | Subcampió            |
| ---------------- | --------------- | -------------------- |
| Trofeu Moscatell | Soro III i Grau | Genovés II i Raül II |

### Raspall
| Competició                            | Campió                  | Subcampió             |
| ------------------------------------- | ----------------------- | --------------------- |
| Individual                            | Waldo                   | Armando               |
| Campionat per equips                  | David, Coeter II i Javi | Josep, Alberto i Àlex |
| Trofeu Gregori Maians                 | Carlos i Coeter II      | Josep, Agustí i Xoto  |
| Mancomunitat de municipis de la Safor | Loripet i Dorín         | Josep i Coeter II     |

## Aficionats

### Escala i corda
| Competició          | Campió                | Subcampió           |
| ------------------- | --------------------- | ------------------- |
| Lliga Caixa Popular | Rodrigo, Ponce i José | Nacho, Quico i Javi |

### Frontó
| Competició | Campió              | Subcampió          |
| ---------- | ------------------- | ------------------ |
| Individual | Adrián II           | Pasqual II         |
| Parelles   | Adrián II i Enrique | Pasqual II i Zarzo |

### Galotxa
| Competició       | Campió                     | Subcampió                  |
| ---------------- | -------------------------- | -------------------------- |
| El Corte Inglés  | El Manar de Massalfassar   | Ovocity-Marquesat d'Alfarb |
| Interpobles      | Ovocity-Marquesat d'Alfarb | El Manar de Massalfassar   |
| Supercopa        | El Manar Massalfassar      | Aj. de Montserrat          |
| Copa Generalitat | Caja Campo Godelleta       | CP Quart de Poblet         |

### Llargues
| Competició                 | Campió      | Subcampió |
| -------------------------- | ----------- | --------- |
| Lliga a Llargues d'Alacant | El Campello | Tibi      |

#### Palma
| Competició    | Campió | Subcampió |
| ------------- | ------ | --------- |
| Lliga a Palma | Sella  | Tibi      |

### Perxa
| Competició    | Campió | Subcampió |
| ------------- | ------ | --------- |
| Lliga a Perxa |        |           |

### Raspall
| Competició                       | Campió      | Subcampió |
| -------------------------------- | ----------- | --------- |
| Autonòmic de Raspall al carrer   | Rafelbunyol | Xeraco    |
| Autonòmic de Raspall en trinquet |             |           |

## Internacionals
| Competició                          | Campió | Subcampió |
| ----------------------------------- | ------ | --------- |
| Campionats Internacionals de Pilota |        |           |
| Europilota 2010 al País Valencià    |        |           |
| Frontó internacional                |        |           |
| Galotxa                             |        |           |
| Joc internacional                   |        |           |
| Llargues                            |        |           |
|                                     |        |           |

| Precedit per: Temporada del 2009 de pilota valenciana | Temporada del 2010 de pilota valenciana 2010 | Succeït per: Temporada del 2011 de pilota valenciana |